# Eichgraben
Eichgraben är en ort och kommun  i Österrike. Den ligger i distriktet Sankt Pölten-Land i förbundslandet Niederösterreich, 29 kilometer väster om huvudstaden Wien.
Kommunen består av sex orter (Ortschaften) (inom parentes invånarantal 1 januari 2024):
- Eichgraben (250)
- Hinterleiten (1 361)
- Hutten (1 477)
- Ottenheim (961)
- Stein (631)
- Winkl (113)